# پارک ملی آنکارافانتسیکا
پارک ملی آنکارافانتسیکا (به لاتین: Ankarafantsika National Park) یک پارک ملی در ماداگاسکار است که در Northwestern Madagascar واقع شده‌است.